# Aechmea germinyana
Aechmea germinyana  es una especie botánica de bromélida típica de la flora de la selva perennifolia en Panamá y Colombia.

## Descripción
Son epífitas? que alcanzan un tamaño de hasta más de 100 cm; vainas ovadas, densamente adpreso lepidotas; láminas 3-7 cm de ancho, liguladas, adpreso lepidotas, serruladas. Escapo erecto; brácteas imbricadas, serruladas. Inflorescencia simple; flores 5-28, polísticas. Brácteas florales más largas que los ovarios, escasamente más cortas que las flores en la antesis, mucho más de 3 veces el largo de los entrenudos, agudas, patentes, rectas distalmente, nervadas cuando secas, lepidotas, glabrescentes. Flores sesiles; sépalos c. 13 mm, libres, glabros; pétalos blancos. Bayas de 7 mm.
Esta especie, que se conoce en Mesoamérica sólo en el oriente de Panamá, es muy similar a Aechmea veitchii .

## Taxonomía
Aechmea germinyana fue descrita por (Carrière) Baker y publicado en Handbook of the Bromeliaceae 66. 1889.
Etimología
Aechmea: nombre genérico que deriva del griego akme ("punta"), en alusión a los picos rígidos con los que está equipado el cáliz.
germinyana: epíteto
Sinonimia
- Bromelia daguensis C.Chev.
- Bromelia daguensis Carrière
- Chevaliera germinyana Carrière[2][3]